# 2175 Andrea Doria
2175 Andrea Doria је астероид главног астероидног појаса са средњом удаљеношћу од Сунца која износи 2,215 астрономских јединица (АЈ).
Апсолутна магнитуда астероида је 14,2.